# Championnat de Croatie masculin de handball
Le Championnat de Croatie masculin de handball, ou Premijer Liga, met aux prises les meilleurs club masculins de handball de Croatie.
Il fait suite en 1991 au Championnat de Yougoslavie et est très nettement dominé par le RK Zagreb puisque la seule saison non remportée par le club est celle interrompue en raison de la pandémie de Covid-19...

## Clubs de l'édition 2022-2023
Les seize clubs du championnat 2022-23 sont :
- RK Nexe, Našice
- HRK Gorica, Velika Gorica
- GRK Varaždin, Varaždin
- RK Dubrava, Zagreb
- RK Zamet, Rijeka
- Rudar, Rude, Samobor
- Ribola Kaštela, Kaštel Gomilica
- RK Metković, Metković
- RK Zagreb, Zagreb
- MRK Sesvete, Sesvete
- RK Poreč, Poreč
- RK Bjelovar, Bjelovar
- MRK Trogir, Trogir
- RK Moslavina, Kutina
- RK Osijek, Osijek
- KTC Križevci, Križevci

## Classement européen
L'évolution du Coefficient EHF du championnat au cours des saisons est le suivant :
| 2002 | 2003 | 2004 | 2005 | 2006 | 2007 | 2008 | 2009 | 2010 | 2011 | 2012 | 2013 | 2014 | 2015 | 2016 | 2017 | 2018 |
| ---- | ---- | ---- | ---- | ---- | ---- | ---- | ---- | ---- | ---- | ---- | ---- | ---- | ---- | ---- | ---- | ---- |
| 5    | 5    | 8    | 8    | 8    | 8    | 10   | 10   | 10   | 10   | 9    | 9    | 13   | 11   | 9    | 8    | 10   |

## Palmarès
| Saison   | Champion                                    | Vice-champion                               | Troisième                                   |
| -------- | ------------------------------------------- | ------------------------------------------- | ------------------------------------------- |
| 1991-92  | RK Zagreb                                   | RK Zamet Rijeka                             | RK Medveščak Zagreb                         |
| 1992-93  | RK Zagreb                                   | RK Medveščak Zagreb                         | RK Umag                                     |
| 1993-94  | RK Zagreb                                   | RK Umag                                     | RK Medveščak Zagreb                         |
| 1994-95  | RK Zagreb                                   | Gortan Zadar                                | RK Sisak                                    |
| 1995-96  | RK Zagreb                                   | HRK Karlovac                                | RK Moslavina Kutina                         |
| 1996-97  | RK Zagreb                                   | RK Split                                    | HRK Karlovac                                |
| 1997-98  | RK Zagreb                                   | RK Split                                    | RK Zamet Rijeka                             |
| 1998-99  | RK Zagreb                                   | RK Metković                                 | RK Zamet Rijeka                             |
| 1999-00  | RK Zagreb                                   | RK Metković                                 | RK Split                                    |
| 2000-01, | RK Zagreb                                   | RK Metković                                 | RK Split                                    |
| 2001-02  | RK Zagreb                                   | RK Metković                                 | RK Medveščak Zagreb                         |
| 2002-03  | RK Zagreb                                   | RK Metković                                 | RK Medveščak Zagreb                         |
| 2003-04  | RK Zagreb                                   | RK Metković                                 | RK Čakovec                                  |
| 2004-05  | RK Zagreb                                   | RK Metković                                 | RK Čakovec                                  |
| 2005-06  | RK Zagreb                                   | RK Čakovec                                  | RK Medveščak Zagreb                         |
| 2006-07  | RK Zagreb                                   | RK Osijek                                   | RK Čakovec                                  |
| 2007-08  | RK Zagreb                                   | RK Čakovec                                  | Nexe Našice                                 |
| 2008-09  | RK Zagreb                                   | Nexe Našice                                 | RK Metković                                 |
| 2009-10  | RK Zagreb                                   | Nexe Našice                                 | RK Sisak                                    |
| 2010-11  | RK Zagreb                                   | Nexe Našice                                 | RK Bjelovar                                 |
| 2011-12  | RK Zagreb                                   | Nexe Našice                                 | RK Sisak                                    |
| 2012-13  | RK Zagreb                                   | Nexe Našice                                 | RK Poreč                                    |
| 2013-14  | RK Zagreb                                   | Nexe Našice                                 | GRK Varaždin                                |
| 2014-15  | RK Zagreb                                   | Nexe Našice                                 | GRK Varaždin                                |
| 2015-16  | RK Zagreb                                   | Nexe Našice                                 | GRK Varaždin                                |
| 2016-17  | RK Zagreb                                   | Nexe Našice                                 | RK Dubrava Zagreb                           |
| 2017-18  | RK Zagreb                                   | Nexe Našice                                 | RK Dubrava Zagreb                           |
| 2018-19  | RK Zagreb                                   | Nexe Našice                                 | RK Dubrava Zagreb                           |
| 2019-20  | Arrêté en raison de la pandémie de Covid-19 | Arrêté en raison de la pandémie de Covid-19 | Arrêté en raison de la pandémie de Covid-19 |
| 2020-21  | RK Zagreb                                   | Nexe Našice                                 | RK Poreč                                    |
| 2021-22  | RK Zagreb                                   | Nexe Našice                                 | MRK Sesvete                                 |
| 2022-23  | RK Zagreb                                   | Nexe Našice                                 | MRK Sesvete                                 |
| 2023-24  | RK Zagreb                                   | Nexe Našice                                 | MRK Sesvete                                 |

## Bilan par club
| Rang  | Club                | Titres | Saisons                    | Deuxième |
| ----- | ------------------- | ------ | -------------------------- | -------- |
| 1     | RK Zagreb           | 32     | 1992 à 2019 et 2021 à 2024 | 0        |
| 2     | Nexe Našice         | 0      | -                          | 15       |
| 3     | RK Metković         | 0      | -                          | 7        |
| 4     | RK Čakovec          | 0      | -                          | 2        |
| 4     | RK Split            | 0      | -                          | 2        |
| 6     | RK Medveščak Zagreb | 0      | -                          | 1        |
| 6     | HRK Karlovac        | 0      | -                          | 1        |
| 6     | RK Zamet Rijeka     | 0      | -                          | 1        |
| 6     | RK Umag             | 0      | -                          | 1        |
| 6     | RK Osijek           | 0      | -                          | 1        |
| 6     | RK Zadar            | 0      | -                          | 1        |
| -     | Non décerné         | 1      | 2020                       | 1        |
| Total | Total               | 33     | 1992-2024                  | 33       |

À noter que trois clubs aujourd'hui croates ont remporté le Championnat de Yougoslavie :
- le RK Bjelovar, vainqueur 9 fois en 1958, 1961, 1967, 1968, 1970, 1971, 1972, 1977 et 1979 ;
- le RK Zagreb, vainqueur 6 fois en 1957, 1962, 1963, 1965, 1989 et 1991 ;
- le RK Medveščak Zagreb, vainqueur 4 fois en 1953, 1954, 1964 et 1966.